# Kayen (Pacitan)
Kayen is een bestuurslaag in het regentschap Pacitan van de provincie Oost-Java, Indonesië. Kayen telt 2400 inwoners (volkstelling 2010).